# Uppsala-DLR Asteroid Survey
El Uppsala–DLR Asteroid Survey (en español Estudio de asteroides Uppsala-DLR) (UDAS, también conocido como UAO–DLR Asteroid Survey) es un estudio astronómico, dedicado a la búsqueda y seguimiento de asteroides y cometas. UDAS pone un énfasis especial en los objetos cercanos a la Tierra (NEOs) en cooperación y apoyo a los esfuerzos globales en la investigación de NEO, iniciada por el Grupo de Trabajo sobre Objetos Cercanos a la Tierra de la Unión Astronómica Internacional (IAU) y la Spaceguard Foundation. UDAS comenzó observaciones regulares en septiembre de 1999, con algunas pruebas durante 1998. Los descubrimientos de NEO se informan al Minor Planet Center (MPC).
Es una especie de programa de continuación de ODAS, que tuvo que cerrar debido a la falta de apoyo financiero adicional. Tampoco debe confundirse con la Uppsala-DLR Trojan Survey (UDTS), que se llevó a cabo unos años antes de que se lanzara UDAS.
UAO significa Observatorio Astronómico de Upsala, Upsala, Suecia. DLR significa Deutschen Zentrum für Luft- und Raumfahrt, el "Centro Aeroespacial Alemán".
El fundador de Lap Power Claes Wellton-Persson ha contribuido al proyecto.

## Lista de planetas menores descubiertos
El MPC acredita al UDASR con el descubrimiento de una serie de planetas menores numerados durante 1999-2005 que pueden ser consultados aquí.